# Helophora
Helophora es un género de arañas araneomorfas de la familia Linyphiidae. Se encuentra en la zona holártica.

## Lista de especies
Según The World Spider Catalog 12.0:
- Helophora insignis (Blackwall, 1841)
- Helophora kueideensis Hu, 2001
- Helophora orinoma (Chamberlin, 1919)
- Helophora reducta (Keyserling, 1886)
- Helophora tunagyna Chamberlin & Ivie, 1943